# Lutz Heiny
Lutz Heiny (* 24. Juni 1995 in Lingen (Ems)) ist ein deutscher Handballspieler, der beim TuS N-Lübbecke in der 2. Bundesliga spielt. Er spielt im linken Rückraum und auf der Rückraum-Mitte-Position.

## Karriere
Lutz Heiny begann seine Handballkarriere beim FC Schüttorf 09 und wechselte mit 15 Jahren ins Handball-Internat von Eintracht Hildesheim, wo er als A-Jugend-Bundesligaspieler bereits Einsätze in der 2. Bundesliga erhielt. Zunächst wechselte er für ein Jahr in die 3. Liga zu Handball Hannover Burgwedel, bevor er sich 2015 der HSG Nordhorn-Lingen anschloss. 
Bei der HSG Nordhorn-Lingen spielte Heiny fünf Jahre, bis er zum TuS N-Lübbecke wechselte. Nach zwei Jahren in Lübbecke ging es für Heiny 2022 in die Bundesliga zum fränkischen HC Erlangen. Im Sommer 2024 kehrte er zum TuS N-Lübbecke zurück.